# Dendrobium gynoglottis
Dendrobium gynoglottis är en orkidéart som beskrevs av Cedric Errol Carr. Dendrobium gynoglottis ingår i släktet Dendrobium, och familjen orkidéer. Inga underarter finns listade i Catalogue of Life.